# Vitellariopsis ferruginea
Vitellariopsis ferruginea là một loài thực vật thuộc họ Sapotaceae. Loài này có ở Zimbabwe và có thể cả Mozambique.